# 切尔西旅馆

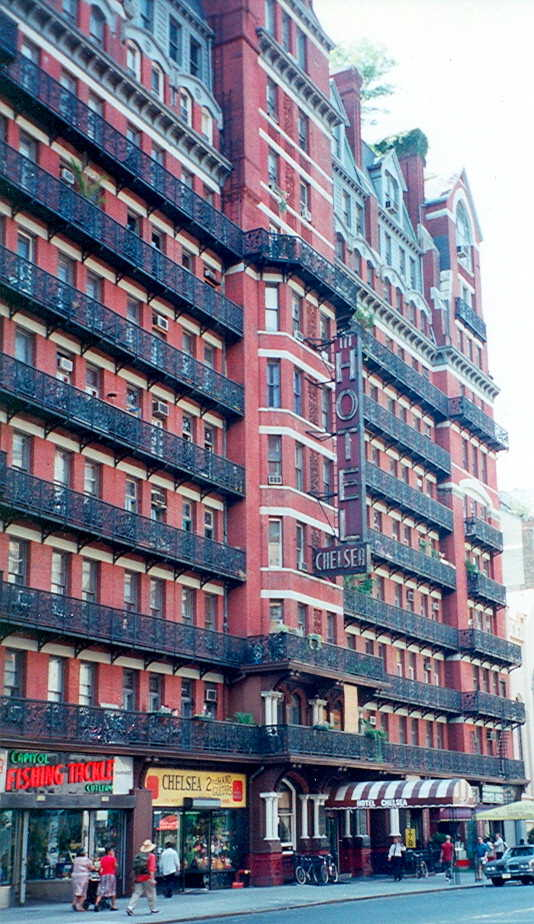
切尔西旅馆

切尔西旅馆（英語：The Hotel Chelsea,the Chelsea Hotel, or the Chelsea）是美国纽约市一家以众多的作家、哲学家、作曲家、歌手和电影艺术家曾经居住而闻名的旅馆。这座建筑物位于纽约第23街，在第7大道和第8大道之间。它是一栋用红砖建成的楼房，门牌上的铜字写着“Hotel Chelsea”（切尔西旅馆）。
切尔西旅馆建成于1884年，当时就以其楼层高，有阁楼，有顶层花园而闻名。它当时是纽约最高的建筑物，直到1902年才有建筑物高度超过它。在1905年，这座建筑物被正式作为旅馆使用。它也是纽约市第一座被列为文化遗产而被保护的建筑物。
进入21世纪的切尔西旅馆仍保持着100多年前的风貌，而且在整个纽约旅馆业中独有的是，它的房间没有任何两个相同，每个房间都有自己独特的面貌。在切尔西旅馆的一个办公室里全都是古旧的家具。书柜上陈列的书籍都是最初出版时的第一版，而且书籍的作者无一例外的都是在该旅馆完成的书稿。
马克·吐温是切尔西旅馆最初接待的几个著名作家之一。作家纳博科夫就是在该旅馆完成了英文小说《左斜线》的创作，并在这里为小说《罗莉塔》的写作进行了最初的准备工作。英国诗人狄兰·托马斯曾住在切尔西旅馆的206房间，诗人自称曾在这里“一次喝下18杯不掺水的威士忌”，1953年11月9日，这位诗人在206房间去世，有人说他是死于酒精中毒。美国剧作家阿瑟·米勒在切尔西旅馆写完了剧本《沉沦之后》和《维希事件》。
美国著名歌手麦当娜在她的环球巡回演出的录像中，就有在切尔西旅馆拍摄的片段，而她的写真集中的许多照片也是在切尔西旅馆拍摄的。乔尼·米切尔在切尔西旅馆写出了《切尔西的早晨》这首歌曲，美国前总统克林顿非常喜爱这首歌，受到它的启发他给女儿取名切尔西。
其他一些曾住过切尔西旅馆的名人包括欧·亨利、电影导演斯坦利·库布里克、《2001太空漫游》原作者、科幻小說作家阿瑟·克拉克、女演员简·方达、女演员乌玛·瑟曼、男演员伊森·霍克等。